# Estrecho de Evans
El estrecho de Evans (del inglés: 'Evans Strait') es un estrecho marino localizado en la parte central del archipiélago ártico canadiense, en el extremo septentrional de la bahía de Hudson.
Administrativamente, pertenece al Territorio Autónomo de Nunavut.
El estrecho de Fisher está localizado entre la isla de Southampton, al noreste, y la isla Coats, al suroeste, y comunica las aguas del estrecho de Fisher (y luego la bahía de Hudson), al oeste, con las del canal de Foxe (y luego el  estrecho de Hudson).
El estrecho mide unos 90 km de largo y tiene un ancho de unos 70 km, que coincide con la separación mínima (en la boca oriental).